# Saint-Priest-sous-Aixe
Saint-Priest-sous-Aixe è un comune francese di 1 615 abitanti situato nel dipartimento dell'Alta Vienne nella regione della Nuova Aquitania.

## Società

### Evoluzione demografica
Abitanti censiti